# Jetzt wird eingelocht
Jetzt wird eingelocht war der Titel einer Sat.1-Spielshow. Sie wurde 2006, 2007 und 2008 ausgestrahlt. Gespielt wurde Minigolf in einer Halle in eigens dafür aufgebauten Bahnen mit Kulissen und vor Zuschauern.

## Moderation und Teilnehmer
Moderiert wurde die Fernsehsendung von Hugo Egon Balder und Hella von Sinnen. Es spielten Prominente wie Horst Lichter, Herbert Feuerstein, Gülcan Kamps, Joey Kelly, Bernhard Hoëcker und Gabi Decker.

## Fachliche Begleitung
Bei beiden Shows wurde die Sendung durch Minigolfsportler des Deutschen Minigolfsport-Verbandes (DMV) vor der Kamera fachlich begleitet. 2007 wirkte DMV-Sportdirektor Michael Löhr als Schiedsrichter mit. Im folgenden Jahr übernahm Bundesliga-Schiedsrichter Christian Somnitz diese Aufgabe und achtete auf die Einhaltung der Regeln. In beiden in Flensburg produzierten Ausgaben (2007 und 2008) konnten die Teilnehmer auf den Deutschen Schüler-Vizemeister Mark Harmening vom 1. MGC Mainz zurückgreifen, der als Joker fungierte. Jedes Team durfte ihn einmal einsetzen und eine Bahn von ihm – meist erfolgreich – bewältigen lassen. 2006 stellte Oliver Christ einen Weltrekord von 46 Assen in 60 Sekunden an der Bahn Vulkan auf. Zudem spielte die Weltmeisterin Corinna Reinisch an der Bahn Schleife gegen Elton. 2007 stellte zudem die Deutsche Schülermeisterin Anna Nitschke (TSV Pfungstadt) in der Show einen Weltrekord auf: in 90 Sekunden spielte sie 14 Bahnen mit dem perfekten Schlag. 

## Spiele
Es wurden, wie beim normalen Minigolf, 18 Bahnen und nach den Regeln dieser Sportart gespielt. Allerdings mussten die Zweier-Teams für eine Bahn mit einem Handicap antreten. Beispielsweise musste der Spieler die Bahn blind bewältigen und vom Teamkollegen per Stimme geführt werden. 2007 errang den 1. Platz und gewann damit den Goldenen Schläger Ingo Lenßen mit Horst Lichter, 2008 waren Thomas Anders und Joey Kelly erfolgreich. 

## Ausstrahlung und Einschaltquoten
Die erste Folge Jetzt wird eingelocht wurde am 25. Mai 2006 ausgestrahlt. Diese verfolgten insgesamt 3,24 Millionen Zuschauer bei 10,9 Prozent Marktanteil. In der Gruppe der werberelevanten Zielgruppe wurden 15,4 Prozent Marktanteil durch 1,86 Millionen Zuschauer erreicht.
Ähnliche Formate wurden unter den Titeln Jetzt wird eingeseift und Jetzt geht's auf den Rummel ausgestrahlt.